# Zapicán (Uruguay)
Zapicán es una localidad uruguaya del departamento de Lavalleja.

## Ubicación
La localidad se encuentra situada en la zona norte del departamento de Lavalleja, sobre la cuchilla del Palomeque, sobre la ruta 14 y junto a la antigua línea de ferrocarril Nico Pérez-Río Branco km 255. Dista 123 km de la capital departamental, Minas, 25 km de José Batlle y Ordóñez y 55 km de José Pedro Varela.

## Historia
El nombre de la localidad tiene su origen en el cacique charrúa Zapicán, quien fuera muerto por los guerreros de Juan de Garay en 1726.
El proceso fundacional comenzó en 1887 y fue fundado oficialmente en 1891 por Pablo Fernández. Las vías del Ferrocarril Central del Uruguay llegaron a la estación Zapicán en 1912.
El 9 de junio de 1913 por ley 4.337, la localidad recibió la categoría de pueblo. Se caracteriza por ser un área de ganadería extensiva, la que ha experimentado, desde 1963, un rápido proceso de reducción poblacional.
El 25 de abril de 2005, en Zapicán, se celebró la primera reunión en el interior del país del Consejo de Ministros del gobierno de Tabaré Vázquez.

## Población
Según el censo de 2011 la localidad contaba con una población de 553 habitantes.
| 2751          | 839 | 759 | 670 | 602 | 640 | 553 | 527 |
| (Fuente: INE) |     |     |     |     |     |     |     |